# 鳥栖都市圏
鳥栖都市圏（とすとしけん）は、佐賀県鳥栖市を中心とする都市圏である。2015年10月1日現在の人口は11万5681人で、その内63%に当たる7万2902人が鳥栖市である。佐賀県内の都市圏としては佐賀都市圏、唐津都市圏に次いで人口が大きい。

## 定義
一般的な都市圏の定義については都市圏を参照のこと。

### 都市雇用圏
金本良嗣・徳岡一幸によって提案された都市圏。細かい定義等は都市雇用圏に則する。
統計上は1995年に福岡都市圏から分離する形で新たに制定されたが、現在も鳥栖市は福岡市の 5% 通勤圏に入っており、広義の福岡都市圏に分類される。また、基山町は福岡市の 10% 通勤圏にも含まれる (15.6%) が、鳥栖市への通勤率 (21.8%) の方が大きいため、鳥栖都市圏に含まれている。
| 自治体 ('90) | 1990年        | 1995年                | 2000年                | 2005年                 | 2010年                 | 2015年                 | 自治体 （現在） |
| ------------ | ------------- | --------------------- | --------------------- | ---------------------- | ---------------------- | ---------------------- | --------------- |
| 基山町       | 福岡 都市圏   | 福岡 都市圏           | 福岡 都市圏           | 鳥栖 都市圏 11万0769人 | 鳥栖 都市圏 11万3086人 | 鳥栖 都市圏 11万5681人 | 基山町          |
| 鳥栖市       | 福岡 都市圏   | 鳥栖 都市圏 6万6494人 | 鳥栖 都市圏 6万9790人 | 鳥栖 都市圏 11万0769人 | 鳥栖 都市圏 11万3086人 | 鳥栖 都市圏 11万5681人 | 鳥栖市          |
| 中原町       | 福岡 都市圏   | 鳥栖 都市圏 6万6494人 | 鳥栖 都市圏 6万9790人 | 鳥栖 都市圏 11万0769人 | 鳥栖 都市圏 11万3086人 | 鳥栖 都市圏 11万5681人 | みやき町        |
| 北茂安町     | 久留米 都市圏 | 久留米 都市圏         | 久留米 都市圏         | 鳥栖 都市圏 11万0769人 | 鳥栖 都市圏 11万3086人 | 鳥栖 都市圏 11万5681人 | みやき町        |
| 三根町       | 久留米 都市圏 | 久留米 都市圏         | 久留米 都市圏         | 鳥栖 都市圏 11万0769人 | 鳥栖 都市圏 11万3086人 | 鳥栖 都市圏 11万5681人 | みやき町        |

- 2005年3月1日：中原町・北茂安町・三根町が新設合併しみやき町が発足。